# 양 (극구후)
양(襄, ? ~ ?)은 전한 초기의 군인이자 관료로, 개국공신으로써 극구후(棘丘侯)에 봉해졌다. '양'은 이름자로, 성씨는 알 수 없다.

## 행적
탕군에서부터 집순대사(執盾隊史)로서 고제를 따라 종군하였으며, 진나라를 격파하고 전한 건국 후 치속내사에 임명되었다. 이후 상군수가 되어 위나라를 쳤고, 공적을 인정받아 고제 6년(기원전 201년) 극구후에 봉해졌다.
고후 원년(기원전 187년) 또는 4년(기원전 184년), 작위를 빼앗기고 병졸로 강등되었다.

## 출전
- 사마천, 《사기》 권18 고조공신후자연표
- 반고, 《한서》 권16 고혜고후문공신표